# Exposició Universal d'Osaka (2025)
L'Exposició Universal d'Osaka va ser una exposició universal organitzada pel Bureau International des Expositions (BIE) que es va celebrar a la ciutat japonesa d'Osaka del 13 d'abril al 13 d'octubre de 2025, durant un total de 184 dies. Aquesta va ser la segona vegada que Osaka acollia una exposició universal, després d'haver acollit anteriorment l'Expo 1970. L'esdeveniment va recuperar el seu cicle de programació cada 5 anys després que l'edició de 2020 s'endarrerís al 2021 a causa de la pandèmia de COVID-19. El nombre de visitants previst era d'aproximadament 28 milions, la majoria japonesos, però també 3,5 milions d'estrangers.
El tema de l'exposició va ser «Dissenyar la societat del futur», amb subtemes com «Salvar vides», «Empoderar vides» i «Connectant vides». El tema «Salvem vides» tractava sobre la vacunació infantil, el sanejament urbà, l'estil de vida (dieta i exercici) i l'esperança de vida.

## Objectiu
L'Expo 2025 se celebrà amb el propòsit d'aconseguir una societat en la qual s'hagin assolit el Objectius de desenvolupament sostenible (ODS) de les Nacions Unides: 17 objectius de desenvolupament sostenible establerts a la Cimera de les Nacions Unides celebrada el setembre de 2015. Quan faltaven cinc anys per al 2030, any establert per assolir els ODS, el 2025 era un any decididament important per accelerar els esforços per assolir-los.
A més, pretenia enfocar-se cap a la realització de l'estratègia nacional del Japó: Societat 5.0 (super smart society), que s'entenia com una societat, després de la societat de la informació, la societat industrial, la societat agrària i la societat caçadora-recol·lectora, i que aportaria prosperitat a les persones aprofitant al màxim les tecnologies de la informació i la comunicació i integrant el ciberespai i l'espai físic.

## Màrqueting

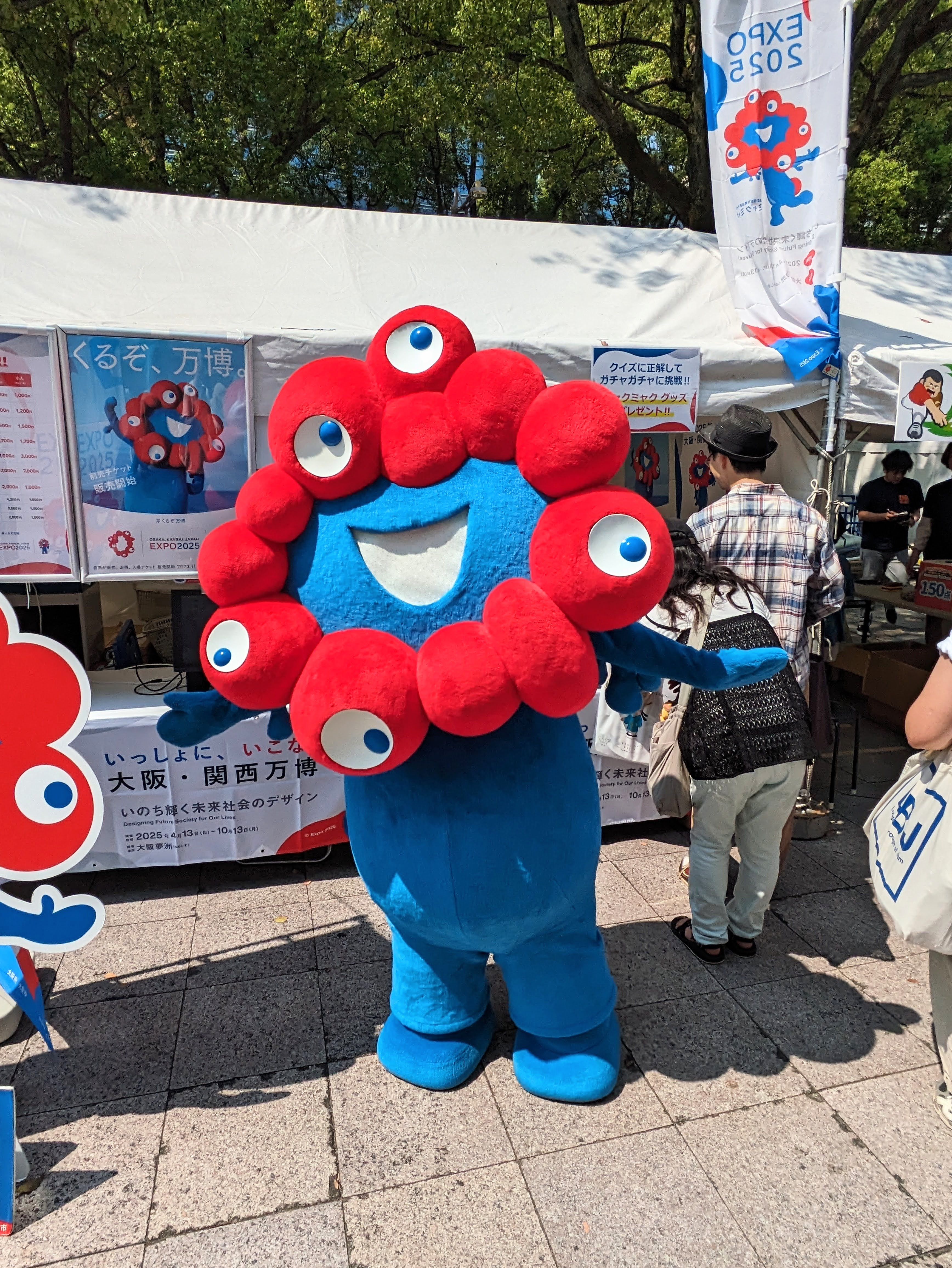
Myaku-Myaku en un esdeveniment a Nagoya el setembre de 2024

El logotip basat en el concepte de «cèl·lules» va ser dissenyat per Team Inari (representat per Shimada Tamotsu) a Osaka i Landor Associates de San Francisco, amb el lema «La brillantor de la vida». Myaku-Myaku (ミャクミャク, Myakumyaku) va ser la mascota que va representar l'Expo 2025, una criatura de color blau i vermell, amb cinc ulls al davant i un a la cua, que somriu, el nom de la qual evoca el so dels batecs del cor, segons els organitzadors. Va ser dissenyada per l'il·lustrador de llibres infantils Kouhei Yamashita i nomenada mitjançant un concurs públic. El primer ministre Fumio Kishida va explicar que el sobrenom estava imbuït del significat d'heretar la història, la tradició, la cultura i les connexions amb el món.
Es va construir una extensió de 3,2 km de la línia Chuo del metro d'Osaka des de la seva antiga terminal a l'estació de Cosmosquare, utilitzant el túnel de Yumesaki, fins a l'estació de Yumeshima, que es va obrir el 19 de gener de 2025.

## Inauguració
La cerimònia d'inauguració de l'Expo 2025 va tenir lloc el 12 d'abril de 2025 i va comptar amb la presència del primer ministre Shigeru Ishiba, l'emperador Naruhito, l'emperadriu Masako, el príncep hereu Fumihito d'Akishino i 1.300 representants dels estats participants. El lema de la cerimònia inaugural va ser «Re-connectar: circular, ressonar, tornar, connectar». En el moment de l'obertura, vuit pavellons de nacions estrangeres estaven incomplets. Els sobrecostos i els retards en la construcció són alguns elements negatius que van marcar les notícies sobre l'Expo 2025.
L'exposició universal se celebrà en una illa artificial de 155 hectàrees anomenada Yumeshima, situada a la badia d'Osaka, amb vistes al mar interior de Seto. Els directors de l'exposició s'havien anunciat el 23 de maig de 2019: Hiroyuki Ikeda, Kengo Sakurada, Hirofumi Yoshimura (governador d'Osaka) i Ichirō Matsui (alcalde d'Osaka), amb Hiroyuki Ishige com a secretari general, i Hiroyuki Takeuchi i Manatsu Ichinoki com a vicesecretaris generals.